# Hidenori Mago
Hidenori Mago (真子 秀徳 Mago Hidenori?, nacido el 3 de agosto de 1982 en Fukuoka) es un exfutbolista japonés. Jugaba de guardameta y su último club fue el Fagiano Okayama de Japón.

## Trayectoria

### Clubes
| Club            | País  | Año         |
| --------------- | ----- | ----------- |
| Sagawa Shiga    | Japón | 2007 - 2008 |
| Fagiano Okayama | Japón | 2009 - 2014 |

## Estadística de carrera

### J. League
| Club            | Año   | J. League | J. League | Copa J. League | Copa J. League | Total | Total |
| Club            | Año   | Part.     | Goles     | Part.          | Goles          | Part. | Goles |
| --------------- | ----- | --------- | --------- | -------------- | -------------- | ----- | ----- |
| Fagiano Okayama | 2009  | 13        | 0         | -              | -              | 13    | 0     |
| Fagiano Okayama | 2010  | 31        | 0         | -              | -              | 31    | 0     |
| Fagiano Okayama | 2011  | 37        | 0         | -              | -              | 37    | 0     |
| Fagiano Okayama | 2012  | 0         | 0         | -              | -              | 0     | 0     |
| Fagiano Okayama | 2013  | 2         | 0         | -              | -              | 2     | 0     |
| Fagiano Okayama | 2014  | 3         | 0         | -              | -              | 3     | 0     |
| Total           | Total | 86        | 0         | 0              | 0              | 86    | 0     |